# Калинковичский строй

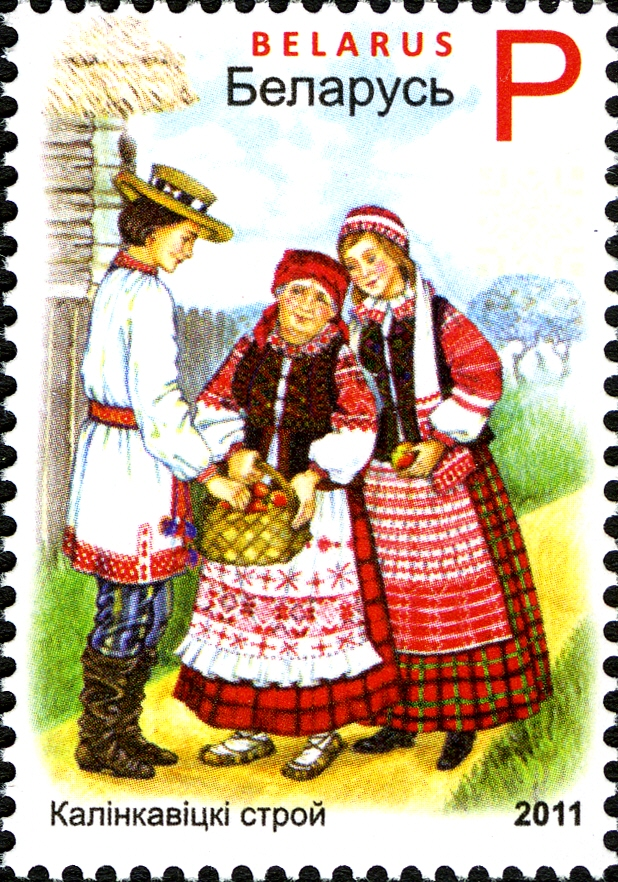
Калинковичский строй на почтовой марке Белоруссии. 2011

Калинковичский строй — одна из локальных разновидностей белорусского национального костюма, которая бытовала в XIX — 2-й пол. XX века в Восточном Полесье: на территории Калинковичского, Светлогорского, Жлобинского районов.
Комплекс женской одежды Восточного Полесья был подобен комплексам одежды белорусов других регионов, а также соседних народов (русских и украинцев). Женский костюм Восточного Полесья включал в себя четыре основные структурные элемента: полотняная сорочка (бел. кашуля), юбка (летняя бел. спадніца или шерстяной андорак), безрукавка (бел. кабат, гарсэт), фартук.
Ворот рубахи, рукава и низ (подол) часто оформлялись орнаментацией сакрального значения. Наибольшее распространение эта традиция получила именно в Восточном Полесье. Здесь богатая красная вышивка могла покрывать как весь рукав женской сорочки, так и его верхнюю часть, а также обязательно манжеты (бел. каўнерцы, чэхлікі). Орнаментация подола характерна для сакральных (свадебных, похоронных, родильных) и праздничных рубах. Для восточнополесских сорочек типичен стоячий вертикальный воротничок, но в женском костюме имел место также бархатный отложной воротник с лентой или тесёмкой. Девочки младшего возраста носили только сорочку, иногда подвязанную пояском, одну рубаху могли надевать незамужние и молодые замужние женщины во время полевых работ, веяния зерна и др.
Цветовая гамма андораков в Восточном Полесье ограничивалась красным, вишнёвым, бордовым и охристыми тонами, синего, зелёного и розового цвета практически не встречается. Основные типы узоров ткани: широкие вертикальные и узкие горизонтальные полосы, клетка, ряды, сетка (чёрная по красному). Иногда девицы или особые модницы нашивали по подолу андорака алую или яркую тесьму или ленту.
Поверх спадницы или андорака повязывали фартук (бел. пярэднік). Пожалуй, после сорочки это самая специфическая для каждой местности деталь одежды, так как фартук в полной мере отражал творческий и традиционный колорит региона. В Восточном полесье в основном были распространены вертикальные фартуки из белёного льняного полотна на тонком пояске. Широкие двуполовые фартуки соединялись швом-«росшыўкай».
Орнаментация повседневного фартука представляла собой чаще всего неширокую (1—2 ладони) полосу красной (или красно-чёрной — мозырский строй) геометрической вышивки, которой придавалась не только эстетическая, но и сакральная защитная роль. Иногда фартук на каждый день вообще никак не украшался. Кроме того, во время земледельческих работ и некоторых хозяйственных занятий женщины ходили в спадницах без фартука. В праздники же, ярмарочные дни фартук был необходимым декоративным элементом к спаднице и андораку.
Наиболее распространёнными названиями безрукавки в Восточном Полесье являются «кабат» и «гарсэт» (или «шнуроўка»). Покрой кабатов здесь выделяется различными видами: с прямой спинкой, с полами и без. Но для кроя безрукавок Восточного Полесья можно выделить несколько общих особенностей: разрез всегда спереди, силуэт профилированный, декорирование тесьмой, застёгивались на крючки или пуговицы.
Безрукавки шились преимущественно из покупных тканей: сукна, аксамита, парчи ярких расцветок. В Калинковичском районе были распространены «гарсэты» из плотной ткани тёмных тонов, а на Мозырщине чаще встречаются более пёстрые безрукавки со вставками тканей разного цвета. Кроме того, кабаты дополнительно украшались лентами, тесьмой, шнурками, аппликациями, вышивкой, пуговицами, нашивкой галунов, металлических бляшек. Гарсэты были праздничной одеждой белорусских крестьянок XIX — начала XX веков, и позволить себе иметь нарядную безрукавку могла далеко не каждая девушка или женщина.
В отдельных районах Восточного Полесья (Калинковичский, Наровлянский, Петриковский районы) в XIX — начале XX века встречается такой тип плечевой одежды, как «саян», который в основном был распространён в северных регионах страны.
На спадницу или андорак повязывали неширокий плетёный пояс «з кутасамі», «махрамі», «мохрыкамі». Пояса плели в несколько ниток чёрного, синего, белого и особенно часто красного цвета. В качестве поясов иногда использовали плетёные шнурки, тесёмки.
Специфическим видом одежды для Восточного полесья является понёва. Понёва представляет собой поясную одежду из трёх и более частично сшитых кусков шерстяной или льняной ткани, специально изготовленных на ткацком стане. Куски ткани в понёве могли сшиваться только у пояса или ниже, иногда на полах оставались лишь небольшие разрезы. На Мозырщине были распространены цветные или орнаментированные понёвы, которые могли выполнять функции верхней юбки на спадницу.